# Paraneetroplus bulleri
Paraneetroplus bulleri är en fiskart som beskrevs av Regan, 1905. Paraneetroplus bulleri ingår i släktet Paraneetroplus och familjen Cichlidae. Inga underarter finns listade i Catalogue of Life.